# کاج بونیا
کاج بونیا(نام علمی: Araucaria bidwillii) نام یک گونه از سرده آراوکاریا است.